# Ricardo Martínez Quiroz
Ricardo Martínez Quiroz (Ciudad de México, México 7 de abril de 1966) es un ex-futbolista mexicano su posición era Portero militó en varios clubes profesionales.

## Trayectoria
Debutó en la temporada 86-87 en un Tecos de la UAG 1-1 Ángeles de Puebla mucho recorrido y experiencia en el máximo circuito llegó a ser tomado en cuenta a la selección nacional durante el proceso de Manuel Lapuente ha defendido el arco de Ángeles de Puebla, Puebla Fútbol Club, Deportivo Toluca, Monarcas Morelia, Club León, Club de Fútbol Monterrey, Club América y Correcaminos de la UAT se retiró durante el Clausura 2005 jugando para el Club América luego de 19 años de carrera a la edad de 39.

### Clubes
| Club                     | País                | Año         | Partidos |
| ------------------------ | ------------------- | ----------- | -------- |
| Ángeles de Puebla        | México              | 1987 - 1988 | 6        |
| Puebla Fútbol Club       | México              | 1988 - 1990 | 4        |
| Correcaminos de la UAT   | México              | 1990 - 1991 | 38       |
| Deportivo Toluca         | México              | 1991 - 1993 | 25       |
| Correcaminos de la UAT   | México              | 1993 - 1995 | 40       |
| Club León                | México              | 1995 - 1996 | 8        |
| Monarcas Morelia         | México              | 1996 - 1999 | 86       |
| Club de Fútbol Monterrey | México              | 1999 - 2004 | 111      |
| Club América             | México              | 2004 - 2005 | 6        |
| Total en su carrera      | Total en su carrera | 1987 - 2005 | 324      |

## Selección nacional

### Participaciones en Copa Oro
| Copa                            | Sede           | Resultado |
| ------------------------------- | -------------- | --------- |
| Copa de Oro de la Concacaf 1998 | Estados Unidos | Campeón   |

## Palmarés

### Campeonatos nacionales
| Título           | Club                     | País   | Año  |
| ---------------- | ------------------------ | ------ | ---- |
| Primera División | Puebla Fútbol Club       | México | 1990 |
| Primera División | Club de Fútbol Monterrey | México | 2003 |
| Primera División | Club América             | México | 2005 |

### Campeonatos internacionales
| Título                     | Club                          | País           | Año  |
| -------------------------- | ----------------------------- | -------------- | ---- |
| Copa de Oro de la Concacaf | selección de fútbol de México | Estados Unidos | 1998 |